# Partizip Perfekt Aktiv
Das Partizip Perfekt Aktiv (PPA) ist ein Verbaladjektiv, das eine in Bezug auf den übergeordneten Satz vergangene und damit vorzeitige Handlung ausdrückt. Es ist nicht zu verwechseln mit dem Partizip Präsens Aktiv (PPA) und dem Partizip Perfekt Passiv (PPP).

## PPA im Lateinischen
Im Lateinischen gibt es diese Form nicht. Allerdings hat bei Deponentien, das heißt bei Verben, die passivisch gebildet werden, aber aktivische Bedeutung haben, z. B. hortatus – der ermahnt Habende, das PPP die entsprechende grammatische Funktion.

## PPA im Altgriechischen
Das Altgriechische kennt ein Partizip Aorist Aktiv (der Aorist im Griechischen entspricht mehr oder weniger dem lateinischen Perfekt) und ein Partizip Perfekt Aktiv (das griechische Perfekt drückt eine in der Vergangenheit abgeschlossene Handlung aus, deren Ergebnis in der Gegenwart anhält).
Beispiele:
- Partizip Aorist Aktiv: παιδεύσας, -σασα, παιδεῦσαν der, die, das (einst) erzogen Habende; der, der erzog etc.
- Partizip Perfekt Aktiv: πεπαιδευκώς, -κυῖα, -κός der, die, das großgezogen Habende

## PPA in den slawischen Sprachen
Auch die slawischen Sprachen kennen das Partizip Perfekt Aktiv. Das eigentliche Partizip Perfekt Aktiv des Slawischen (darunter ursprünglich auch des Russischen) ist das Partizip auf -l (-л), von dem die heutigen Präteritalformen des Russischen stammen, Beispiel: я сказал „ich habe gesagt“‚ прочитал „ich habe (durch-)gelesen“. Im heutigen Russischen wird das Partizip Perfekt Aktiv mit -w (-в) gebildet: сказав gesagt habend, прочитав gelesen habend. Das l-Partizip von Bewegungsverben wird im Slawischen verwendet, wenn im Deutschen das Partizip Perfekt Passiv steht, obwohl eine aktive Handlung ausgedrückt wird, z. B. Slowenisch prispela pisma „angekommene Briefe“, odrasel „erwachsen“. Das Partizip Perfekt Aktiv wird also klar vom Partizip Perfekt Passiv unterschieden: padli vojaki (Partizip Perfekt Aktiv) „gefallene Soldaten“ – ubiti vojaki (Partizip Perfekt Passiv) „getötete Soldaten“.

## PPA im Deutschen
Im Deutschen gibt es die grammatische Form des Partizips Perfekt Aktiv nicht. 
Die Funktion eines Partizip Perfekt Aktiv ist im Deutschen bei transitiven Verben nur durch mehrteilige Formen wiederzugeben, und zwar durch das Partizip Perfekt Passiv in Kombination mit einem Partizip Präsens Aktiv des entsprechenden Hilfsverbs.
Beispiel: Den Artikel revertiert habend wandte sich der Wikipedianer anderen Beschäftigungen zu.
Ist diese Ausdrucksweise schon ungewöhnlich, so stößt man bei Verben, deren Perfekt mit einer Form von "sein" gebildet wird, endgültig an die Grenzen der deutschen Sprache. Hier müsste, analog zu dem oben genannten Beispiel, eigentlich das Partizip Präsens Aktiv des Hilfsverbs sein gebildet werden. Da aber im Deutschen (wie im Lateinischen) außerhalb philosophischer Texte diese Form nicht verwendet wird, fällt sie in der Regel weg. 
Beispiel: Spazierengegangen (seiend) kehrte Herr Müller heim. 
Das deutsche Partizip Perfekt Passiv kann bei den unakkusativischen Verben, einer Untergruppe der intransitiven Verben, aktivische Bedeutung haben. Es wird meist adjektivisch gebraucht: Der kürzlich verstorbene Herr K., jeder dahergelaufene Köter …

### Ersatz- und Umschreibungsmöglichkeiten im Deutschen
Partizipien werden im Deutschen eher selten gebraucht. Steht man, etwa bei der Übersetzung aus einer Fremdsprache, vor dem Problem, ein Partizip – z. B. πεπαιδευκώς – übertragen zu müssen, gibt es folgende Möglichkeiten:
- Wörtliche Übersetzung: „als erzogen Habender“
- Subordination: „weil/da/obwohl/nachdem/als er erzogen hat“
- Relativsatz: „derjenige, der erzogen hat“
- Beiordnung: „er hat erzogen und …“
- Substantivierung: „der (gewesene) Erzieher“

Die Entscheidung für eine dieser Möglichkeiten muss je nach dem Kontext getroffen werden.